# Championnat de Syrie de football 1991-1992
Navigation
Saison 1990-1991 Saison 1995-1996
La saison 1991-1992 du Championnat de Syrie de football est la vingt-et-unième édition du championnat de première division en Syrie. Les douze meilleurs clubs du pays sont regroupés au sein d'une poule unique où ils s'affrontent deux fois au cours de la saison, à domicile et à l'extérieur. En fin de saison, deux clubs sont relégués et remplacés par les deux meilleurs clubs de deuxième division.
C'est le club d'Hurriya SC qui remporte le championnat cette saison, après avoir terminé en tête du classement final, avec un seul point d'avance sur Jableh SC et quatre sur Al Ittihad Alep. C'est le tout premier titre de champion de Syrie de l'histoire du club, qui réussit le doublé en s'imposant en finale de la Coupe de Syrie face à Al Ittihad Alep.

## Les clubs participants
| - Al Futuwa Deir ez-Zor - Al-Karamah SC - Al Ittihad Alep - Jableh SC - Al Wathba Homs - Al Shorta Damas | - Tishreen SC - Hutteen SC - Al Wahda Damas - Al Sho'ola - Promu de D2 - Hurriya SC - Oumayya - Promu de D2 |

## Compétition

### Classement
Le barème utilisé pour établir le classement est le suivant :
- Victoire : 3 points
- Match nul : 1 point
- Défaite : 0 point

| Rang | Équipe                 | Pts | J  | G  | N  | P  | Bp | Bc | Diff |
| ---- | ---------------------- | --- | -- | -- | -- | -- | -- | -- | ---- |
| 1    | Hurriya SCC            | 42  | 22 | 11 | 9  | 2  | 33 | 15 | +18  |
| 2    | Jableh SC              | 41  | 22 | 10 | 11 | 1  | 33 | 14 | +19  |
| 3    | Al Ittihad Alep -6     | 38  | 22 | 13 | 5  | 4  | 38 | 16 | +22  |
| 4    | Hutteen SC             | 35  | 22 | 9  | 8  | 5  | 35 | 28 | +7   |
| 5    | Al Futuwa Deir ez-ZorT | 31  | 22 | 8  | 7  | 7  | 30 | 35 | -5   |
| 6    | Al Wahda Damas         | 30  | 22 | 7  | 9  | 6  | 25 | 22 | +3   |
| 7    | Al Shorta Damas        | 25  | 22 | 5  | 10 | 7  | 22 | 24 | -2   |
| 8    | Tishreen SC            | 25  | 22 | 5  | 10 | 7  | 24 | 28 | -4   |
| 9    | Al-Karamah SC          | 22  | 22 | 5  | 7  | 10 | 23 | 32 | -9   |
| 10   | Al Wathba Homs         | 19  | 22 | 4  | 7  | 11 | 17 | 28 | -11  |
| 11   | Al Sho'olaP -6         | 18  | 22 | 6  | 6  | 10 | 24 | 39 | -15  |
| 12   | OumayyaP               | 12  | 22 | 3  | 3  | 16 | 19 | 42 | -23  |

|  | Champion de Syrie 1991-1992                                                           |
|  | Relégation directe en deuxième division                                               |
|  | T : Tenant du titre C : Vainqueur de la Coupe de Syrie P : Promu de deuxième division |

- Les clubs d'Al Ittihad Alep et d'Al Sho'ola sont pénalisés de 6 points à cause du mauvais comportement de leurs supporters.

## Bilan de la saison
| Championnat de Syrie de football 1991-1992                        |                        |
| Champion                                                          | Hurriya SC (1er titre) |
| Coupes et trophées                                                |                        |
| Vainqueur de la Coupe de Syrie 1991-1992                          | Hurriya SC             |
| Qualifications continentales                                      |                        |
| Coupe d'Asie des clubs champions 1992-1993                        | Aucun                  |
| Coupe d'Asie des vainqueurs de coupe 1992-1993                    | Aucun                  |
| Promotions et relégations                                         |                        |
| Promus en Syrian League                                           | Inconnus               |
| Relégués en Championnat de Syrie de football de deuxième division | Al Sho'ola             |
| Relégués en Championnat de Syrie de football de deuxième division | Oumayya                |